# Crescit Asset Management
Crescit Asset Management är en svensk fondförvaltare med kontor på Brahegatan i Stockholm. Företaget grundades 2012 och startade sin förvaltning i april 2013.. Crescit förvaltar 2 stycken specialfonder. Fonderna bedriver derivathandel på aktieindex istället för att aktier ägs direkt, och fonden investerar även i obligationer.